# Híades

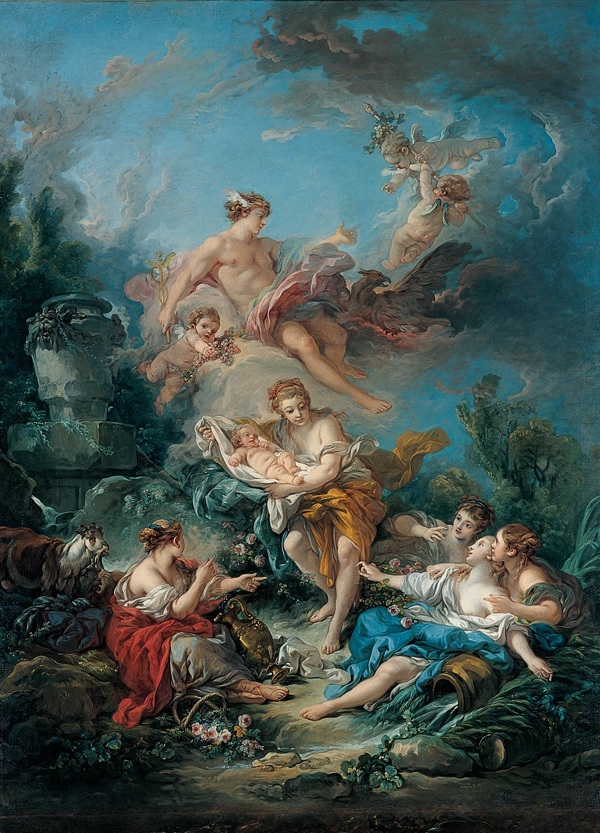
Hermes entregando al infante Dioniso a las Ninfas. François Boucher.

En la mitología griega, las Híades (en griego: Ὑάς, Ὑάδες; en latín: Hyădes) son las cinco «ninfas hacedoras de lluvia», o al menos eso es lo que parece que significa su nombre. En la fuente más antigua que aparecen (la Astronomía de Hesíodo) son cinco en número y llamadas como Fésile, Corónide, Cleea, Feo y Eudora. 
Se dice que las Híades son hijas de Atlante y de la oceánide Pléyone o Etra, pero una versión menor dice que fueron hijas de Hiante y Beocia. También es frecuente encontrar filiaciones diferentes, y así se las imagina como hijas de Meliseo, Cadmilo, Erecteo, Cadmo u Océano.
De todas formas sus hermanas fueron las Pléyades y su hermano Hiante. Ferécides las menciona como seis y las llama ninfas Dodónides, y que fueron las nodrizas elegidas por Zeus para criar al todavía infante Dioniso. Por estas cualidades las Híades están asociadas con las ninfas Nisias. Cuando Licurgo se atrevió a amenazar a Dioniso y su tíade, las Híades, con la excepción de Ambrosia, huyeron con el infante en brazos hasta donde se encontraba Tetis o bien hacia Tebas, donde se lo confiaron a una hija de Cadmo, Ino. Zeus, para agradecer la labor abnegada de las ninfas, las puso entre las estrellas. Otros dicen que esto sucedió cuando las Híades ya eran viejas, pero gracias a la ayuda de Medea volvieron a la juventud, a petición expresa de Dioniso. Como ninfas de Dodona o Dodónides, se asociaban naturalmente con las nodrizas del Zeus infante. En los episodios en los que las Híades son hijas de Atlante suelen ser o doce o quince hermanas; las cinco primeras fueron catasterizadas en los cielos, pero que otras hermanas se hicieron llamar desde entonces llamar las Pléyades como premio por su amor fraternal, como cuando arroparon desconsoladamente a su hermano Hiante. Su nombre colectivo, las Híades, parece derivar del nombre paterno, Hiante (Hias) o Hiente (Hies), un nombre místico de Dioniso. De acuerdo a otros autores este nombre se debe a su posición en los cielos, en donde forman una figura que se asemeja a una letra "u". Los romanos, que derivan la palabra de hus, «un cerdo», tradujeron sus nombres como las Súculas. Pero los poetas latinos en general derivan su nombre del verbo «llover», pues la constelación de las Híades, cuando emerge por el horizonte junto con el sol, es señal inequívoca de lluvia y tormentas.

## Nombres individuales y número
- Fésile, Corónide, Cleea, Feo (o Feotoe) y Eudora.[19]
- Fésila, Corónide, Ambrosia, Polixo y Eudora.[1]
- Ambrosia, Eudora y Aésile.[20]
- Filia, Corónide y Cleis[21]
- Ambrosia, Eudora, Pedile, Corónide, Polixo, Fito y Tione (o Dione)[22]
- Arsínoe, Ambrosia, Bromia, Ciseide y Corónide[15]
- Idía, Altea y Adrastea (confundiéndose con otras ninfas)[15]